# Cándido López
Cándido López (Buenos Aires, 29 agosto 1840 – Baradero, 31 dicembre 1902) è stato un pittore argentino.
La sua formazione artistica inizia sotto al guida di Carlos Descalzo e del maestro italiano Baldassare Verazzi, pittore e affrescatore giunto in Argentina nel 1856. 
Nel 1860 si trasferisce nella città di Mercedes e apre uno studio fotografico insieme a Juan Soulá, realizzando diversi dagherrotipi. Quando scoppia la guerra contro il Paraguay, decide di arruolarsi come volontario con il proposito di documentare nei suoi schizzi le fasi della campagna militare. Ma nel 1866 nel corso di un combattimento resta ferito e perde la mano destra. 
Rientrato a Buenos Aires, si esercita nell'uso della mano sinistra e prosegue la sua attività pittorica. Dopo il matrimonio con Emilia Magallanes, si trasferisce a Carmen de Areco, nel podere della moglie, e si dedica alla gestione della campagna e alla pittura. Muore a Baradero nel 1902.